# Gulu (district)
Gulu is een district in het noorden van Oeganda dat zijn naam ontleent aan zijn commercieel centrum, de stad Gulu. Gulu ligt 332 het km noorden van de hoofdstad Kampala. Het is historisch gezien het belangrijkste van de noordelijke districten. Het district telde in 2020 naar schatting 325.600 inwoners. Meer dan 90% van de bevolking wordt beschouwd als landbouwers.
Het is een van oorspronkelijk drie districten die het historische geboorteland van de Acholi vormen, dat ook als Acholiland bekend is. Het district had een oppervlakte van 11.732 km² en bestond uit vier provincies: Kilak, Achwa, Omoro en Nwoya, maar is sindsdien opgesplitst.

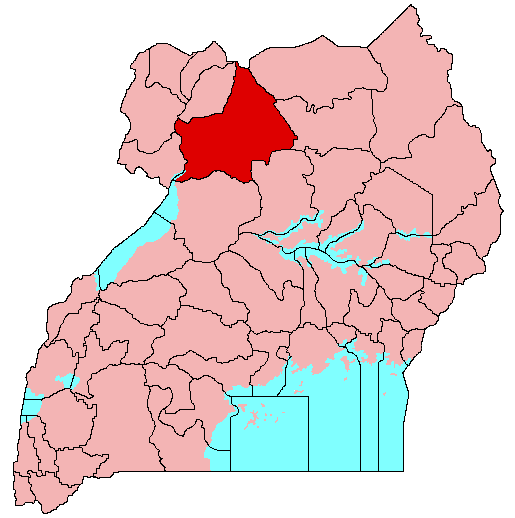
Het district voor het opgesplitst werd

## Geboren
- Betty Bigombe (1952), politica